# Врањ (уређај)
Врањ је уређај који спречава улазак ваздуха у посуду за врење док истовремено омогућава излазак других гасова из посуде.